# HD97811
HD97811 — хімічно пекулярна зоря спектрального класу A1, що має видиму зоряну величину в смузі V приблизно  7,9.
Вона  розташована на відстані близько 572,2 світлових років від Сонця.